# Известия на ЦИК (острови)
О-вите Известия на ЦИК (на руски: Острова Известий ЦИК) са група от 2 по-големи и 4 по-малки острова, разположени в южната част на Карско море, на 160 km северозападно от полуостров Таймир. Влизат в състава на Красноярски край на Русия. Двата големи острова са: Тройни (височина до 42 m) и Полегат (височина до 26 m), а четирите по-малки – Хлебников, Гаврилин, Скала и остров без име. Изградени са от кристалинни шисти, пясъчници и трапи. Заети са от арктическа тундра. Открити са през 1932 г. от експедиция възглавявана от руския учен и полярен изследовател Ото Шмид на ледоразбивача „Сибиряков“, който първи преминава по Северния морски път за една навигация.

## Топографска карта
- S-43,44 М 1: 1 000 000[2]